# زلینا وگا
ثیا مگان ترینیداد (به انگلیسی: Thea Megan Trinidad) (زادهٔ ۲۷ دسامبر ۱۹۹۰) کشتی‌گیر حرفه‌ای، مدل و بازیگر آمریکایی-پورتوریکویی است که هم‌اکنون با نام زلیندا وِگا در دبلیودبلیوئی و برَند راو فعالیت می‍کند. او پیش از این در توتال نان‌استاپ اکشن رسلینگ (TNA) با نام رُسیتا و همچنین در پروموشن‌های مستقل با نام واقعی خود فعالیت می‌کرد. در تی‌اِن‌اِی، او یک بار به‌همراه سارا استاک قهرمان کمربندهای تگ تیم ناک‌اوتس تی‌ان‌ای شد.

## کودکی
او در کودکی کشتی کج را به همراه پدرش مایکل انجل ترینیداد و برادر کوچکترش تیموتی دنبال می‌کرد. هم چنین شنا و بیس بال کار می‌کرد. در ۱۱ سپتامبر ۲۰۰۱، وقتی رزیتا ۱۰ ساله بود پدرش در یک حمله تروریستی کشته شد. رزیتا علت ورود خود به کشتی را پدرش دانسته است. وقتی ۱۷ ساله شد، آموزش کشتی را آغاز کرد.

## کشتی حرفه‌ای

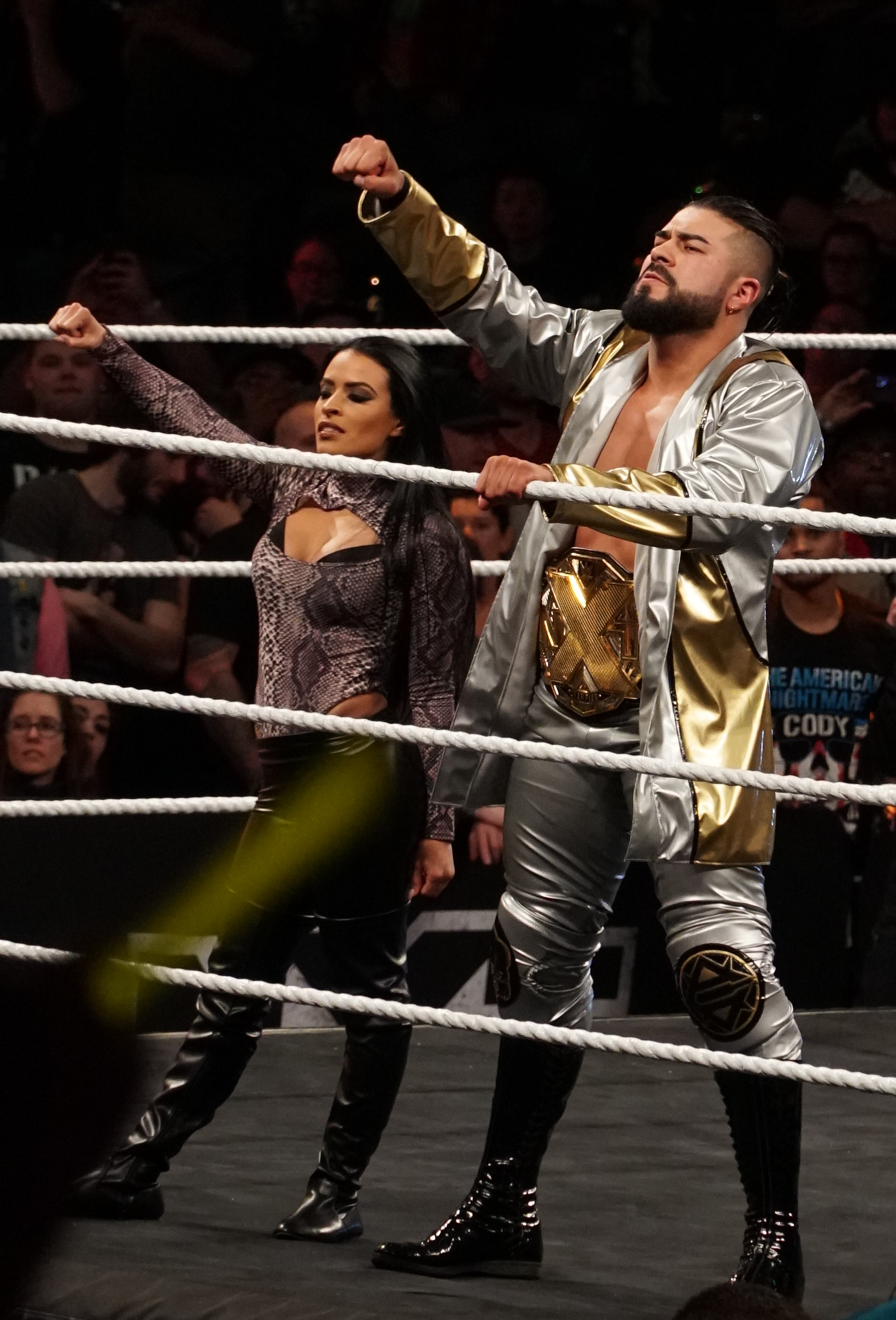
ثیا مگان ترینیداد در کنار آلیستر بلک

### سوپراستارهای زن سانسور نشده (۲۰۱۰)
در ۲۰ فوریه ۲۰۱۰، او به استخدام WSU درآمد و با نام دیوینا فلای کارش را شروع کرد. در ۶ ژوئن همان سال، به همراه "نیا"، گروه "دختران چابک" را تشکیل داد و برای قهرمانی تگ تیم WSU تلاش کردند اما موفق نشدند. در ۱۱ سپتامبر رزیتا توانست مسابقه خود در مقابل کشتی گیر تازه‌وارد را ببرد.

### تی ان ای (۲۰۱۱-۲۰۱۳)
بعد از کشف استعدادش توسط تامی دریمر در یک دارک مچ در TNA در مقابل آنجلینا لاو قرار گرفت و باخت. در ۱۰ فوریه در اولین مسابقه خود در TNA، به همراه ساریتا، مدیسون رایان و تارا توانست آنجلینا لاو، میکی جیمز، ولوت اسکای و وینتر را شکست دهد. در ۲۴ مارس، به گروه مکزیک-امریکایی ها (شامل ساریتا، هرناندز و آنارکوای) پیوست.

## سایر کارهای رسانه‌ای
رزیتا در مجلهPWI توانسته رتبه ۳۱ را بین ۵۰ کشتی گیر زن برتر بدست اورد. هم چنین مصاحبه‌ای با رادیوی معروف نیویورک داشته است.

## زندگی شخصی
در دهمین سالگرد حمله تروریستی، رزیتا درباره پدرش در پی پی وی No surrender در TNA صحبت کرد. او دختر عموی کشتی گیر حرفه‌ای "امیزینگ رد" است. سرگرمی‌های رزیتا شامل ورزش کردن، بازی‌های ویدئویی، رقص و خوانندگی است. او طرفدار ری میستریو و لیتا است. هم چنین از بین تیم‌های ورزشی طرفدار "یانکی‌های نیویورک" و از بین فیلم‌ها "ملکه جهنمی" است.

## در کشتی
- فینیشر
  - مونسالت
- مدیران او
  - هرناندز
  - آنارکوای
- کشتی گیران تحت مدیریت او
  - هرناندز
  - آنارکوای
  - ساریتا